# Lorella Cuccarini
Lorella Cuccarini  (* 10. August 1965 in Rom) ist eine italienische Fernsehmoderatorin, Tänzerin, Sängerin und Schauspielerin.

## Leben

### Anfänge als Showgirl und Sängerin
Nachdem sie im Alter von neun Jahren ihre ersten Tanzkurse besucht hatte, machte sie Jahre später ihre Anfänge im Showbusiness als Tänzerin in einer Tanzgruppe, die unter anderem in Fernsehshows wie Beppe Grillos „Te lo do io il Brasile“ oder Pippo Francos „Tastomatto“ auftrat. Während einer Werbeconvention für die Eismarke Algida im Februar 1985, wo sie als Tänzerin auftrat, wurde sie von Pippo Baudo entdeckt, der sie in der Folge als Showgirl beim italienischen Staatsfernsehen RAI für seine Sendung „Fantastico 6“ auf Rai Uno engagierte. Ihre Auftritte brachten ihr große Popularität. Mit dem musikalischen Intro für „Fantastico 6“, „Sugar Sugar“, gelang Lorella Cuccarini auch gleich der Einstieg in die italienischen Charts und stieß bis auf Platz 6 vor.
1986 wurde sie an der Seite von Pippo Baudo und Alessandra Martines für „Fantastico 7“ bestätigt. Die siebte Ausgabe von Fantastico wurde mit Spitzenwerten von über 15 Millionen Zuschauern zur meistgeschauten Fernsehshow des Jahres. Wie in der Vorjahresausgabe sang sie das musikalische Intro der Sendung. Der Song „Tutto matto“ erwies sich mit Platz 7 in den Charts wiederum als Erfolg und wurde in der Folge in einer geänderten Version für die Werbekampagne des Küchenherstellers Scavolini, für den Lorella Cuccarini die darauf folgenden 17 Jahre als Werbebotschafterin unter Vertrag war, verwendet. Der zusammen mit Alessandra Martines gesungene Outro-Song L’amore è erreichte Platz 19 der Charts.
Im Herbst 1987 wechselte sie zum Privatkonkurrenten Mediaset, damals noch Fininvest. Dort moderierte sie zusammen mit Pippo Baudo, der ebenfalls zu Mediaset überging, eine musikalische Unterhaltungssendung und sang wiederum deren musikalisches Intro und Outro. Der Intro-Song Io ballerò wurde mit Platz 4 als beste Chart-Platzierung wieder zu einem Erfolg. 1988 wurde sie Mitglied im Moderationsteam der Unterhaltungs- und Satiresendung „Odiens“ des Programmautors Antonio Ricci auf Canale 5. Ihr Intro-Song La notte vola erreichte Platz 8 in den Charts und wurde im November 2024 in Italien mit einer Platin-Schallplatte ausgezeichnet. Mit der Sendung „Odiens“ gelang Lorella Cuccarini der Sprung vom Showgirl zur Moderatorin.

### Moderatorin und Schauspielerin
Ihre berufliche Laufbahn erlebte ab 1990 mit der Pilotausgabe der von Antonio Ricci realisierten Unterhaltungssendung Paperissima auf Canale 5 einen weiteren Erfolgsschub. Die erste Staffel von Paperissima wurde mit bis zu rund 12 Millionen Zuschauern die meistverfolgte Sendung der Saison und entwickelte sich zu einer der langlebigsten Sendungen im italienischen Fernsehen. Insgesamt moderierte Lorella Cuccarini danach, zunächst zusammen mit Ezio Greggio und dann mit Marco Columbro, von 1990 bis 2001 sechs der sieben ersten Staffeln. In der Zwischenzeit moderierte sie von 1991 bis 1993 zusammen mit Marco Columbro sowie 1995/1996 zusammen mit Amadeus bzw. Claudio Lippi drei Staffeln des Sonntagnachmittagsprogramms Buona Domenica auf Canale 5 sowie weitere Unterhaltungssendungen und Fernsehgalas. Im Februar 1993 ko-moderierte sie zudem die von Pippo Baudo geleitete 43. Ausgabe des Sanremo-Festivals. Daneben war sie 1993 eine der Mitbegründer der gemeinnützigen Kinderhilfsbewegung Trenta ore per la vita, die auch eine alljährliche Fernsehgala als Spendenaktion umfasst.
Parallel zu ihrer Fernsehkarriere verfolgte sie ihre Karriere als Sängerin weiter und debütierte 1992 als Schauspielerin mit einer Nebenrolle im Fernsehfilm Piazza di Spagna. Mit ihrer ersten Solo-CD Voci erreichte sie 1993 mit 100.000 verkauften CDs Platinstatus. Zwei Jahre später nahm sie als Sängerin mit dem Lied Un altro amore no am Sanremo-Festival 1995 teil und publizierte mit Voglia di fare ihre zweite Solo-CD. 1997 begann sie mit dem Musical Grease auch eine Theaterkarriere und erlebte damit einen weiteren Publikumserfolg. Das Musical wurde in Italien bis 1999 insgesamt 320 Mal aufgeführt und zählte rund 400.000 Besucher.
2002 kehrte Lorella Cuccarini zur RAI zurück, wo sie auf Rai Uno zusammen mit Gianni Morandi und Paola Cortellesi die Samstagabendshow Uno di noi und 2003 zusammen mit Marco Columbro Scommettiamo che... ?, einer italienischen Abwandlung von Wetten, dass..?, moderierte. Im schauspielerischen Bereich spielte sie für die RAI 2004 eine der Hauptrollen im vierteiligen Fernsehfilm Amiche und 2005/2006 im sechsteiligen Fernsehfilm Lo zio d'America 2. Die Rückkehr zur RAI erwies sich jedoch enttäuschend und nach der Absetzung von Scommettiamo che... ? ohne eine eigene Sendung für Lorella Cuccarini. Schließlich verließ sie 2007 den Staatssender und kehrte kurzzeitig zu Mediaset zurück. In der Zwischenzeit brachte sie 2006 das Musical Sweet Charity auf die Bühne und ging damit bis März 2007 auf Tournee.
Nachdem sie 2006 und 2007 mehrere Gastauftritte im Fernsehen hatte, kehrte sie 2008 auf Canale 5 mit der Sendung La sai l'ultima? an der Seite von Massimo Boldi als Moderatorin zurück. Das Programm, das bereits zwischen 1992 und 2002 ausgestrahlt und deren Produktion 2008 wieder aufgenommen wurde, wurde jedoch nach nur vier Sendungen abgesetzt. Danach folgten noch verschiedene Einzelauftritte auf den Mediaset-Sendern, ehe sie im Frühjahr 2009 zu Rupert Murdochs Pay-TV-Sender Sky Italia wechselte und dort die Castingshow Vuoi ballare con me? als italienische Version von Your Mama Don't Dance? moderierte. Anfang 2010 kehrte sie zudem mit der Musicalversion des Films Alarm im Weltall auf die Bühne zurück.

## Diskografie
Alben
- 1995: Voglia di fare
- 2017: Nemicamatissima

Singles

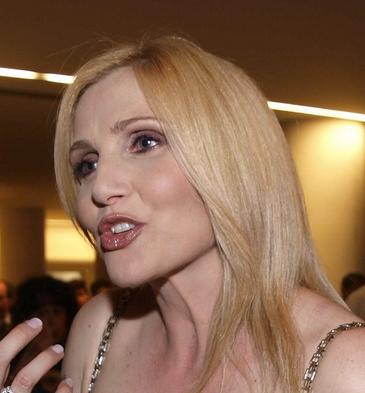
Lorella Cuccarini

- 2002: Uno di noi (mit Gianni Morandi)
- 2021: Un pacco per te (Il Pagante feat. Lorella Cuccarini)
- 2023: La notte vola (Olly & Juli feat. Lorella Cuccarini, IT: Gold)

## Auszeichnungen
Während ihrer beruflichen Laufbahn wurde Lorella Cuccarini zwischen 1987 und 2001 insgesamt zwölf Mal mit dem Fernsehpreis Telegatto prämiert.

## Privates
Lorella Cuccarini ist verheiratet und Mutter von vier Kindern.